# Partidul Social-Democrat Suedez
Partidul Social-Democrat Suedez, denumit oficial Partidul Social-Democrat Suedez al Muncitorilor (în suedeză Sveriges socialdemokratiska arbetareparti, abreviat S sau SAP), cunoscut de obicei ca Social-democrații (Socialdemokraterna), este un partid politic de orientare social-democrată din Suedia.
Fondat în 1889, este cel mai vechi partid politic din Suedia și, în prezent, cel mai mare. Între 1932 și 1976, SAP a guvernat fără întrerupere. Între 1982 și 2022, a condus guvernul cu excepția perioadelor 1991–1994 și 2006–2014. Prima femeie prim-ministru din istoria Suediei, Magdalena Andersson, este actuala lideră a partidului.

## Istorie
Partidul Social-Democrat Suedez a fost fondat în anul 1889, fiind inițial membru al Internaționalei a II-a. În anul 1917, o fracțiune de stânga mai radicală s-a separat de partid pentru a forma Partidul Social-Democrat de Stânga Suedez (care va deveni mai târziu Partidul Comunist din Suedia, iar în prezent se numește Partidul Stângii). Deviza Partidului Social-Democrat Suedez, conform programului politic din 2001, este „libertate, egalitate și solidaritate”. La început, partidul a fost influențat de marxism, însă aceste influențe au fost eliminate treptat înainte de scindarea din 1917.
Între 1923 și 1940, Partidul Social-Democrat Suedez a fost membru al Internaționalei Socialiste și Muncitorești.
Ascensiunea social-democrației suedeze s-a produs datorită extinderii dreptului de vot pentru clasa muncitoare și organizării sindicatelor și altor asociații civice. Spre deosebire de alte state europene, în Suedia, stânga socialistă a reușit să formeze o coaliție majoritară stabilă în prima parte a secolului XX. Sub conducerea lui Hjalmar Branting, socialiștii suedezi au adoptat o interpretare pragmatică și flexibilă a marxismului. Aceștia s-au arătat deschiși la colaborări care să depășească limitele de clasă, făcând alianțe cu liberalii și agricultorii. După cum remarcă politologul Sheri Berman, social-democrația suedeză a reușit să prospere în perioada interbelică datorită adoptării rapide a keynesianismului în timpul Marii Crize Economice, în timp ce social-democrații germani au ezitat și au fost afectați de un declin politic ulterior.
În 2007, Mona Sahlin a devenit prima femeie aleasă în funcția de lider al Partidului Social-Democrat. La 7 decembrie 2009, partidul a lansat o coaliție electorală și politică împreună cu Verzii și Partidul Stângii, cunoscută ca Roșii-Verzi. Coaliția a candidat la alegerile generale din 2010 cu un manifest comun, dar a pierdut în fața coaliției de centru-dreapta aflate la guvernare, cunoscută ca Alianța. Pe 26 noiembrie 2010, coaliția Roșii-Verzi a fost dizolvată.
Partidul este membru al Alianței Progresiste, al Partidului Socialiștilor Europeni și al Comitetului de Cooperare al Mișcării Muncitorești Nordice (SAMAK). A fost, de asemenea, membru al Internaționalei Socialiste până în martie 2017.

## Ideologie, impact politic și istorie

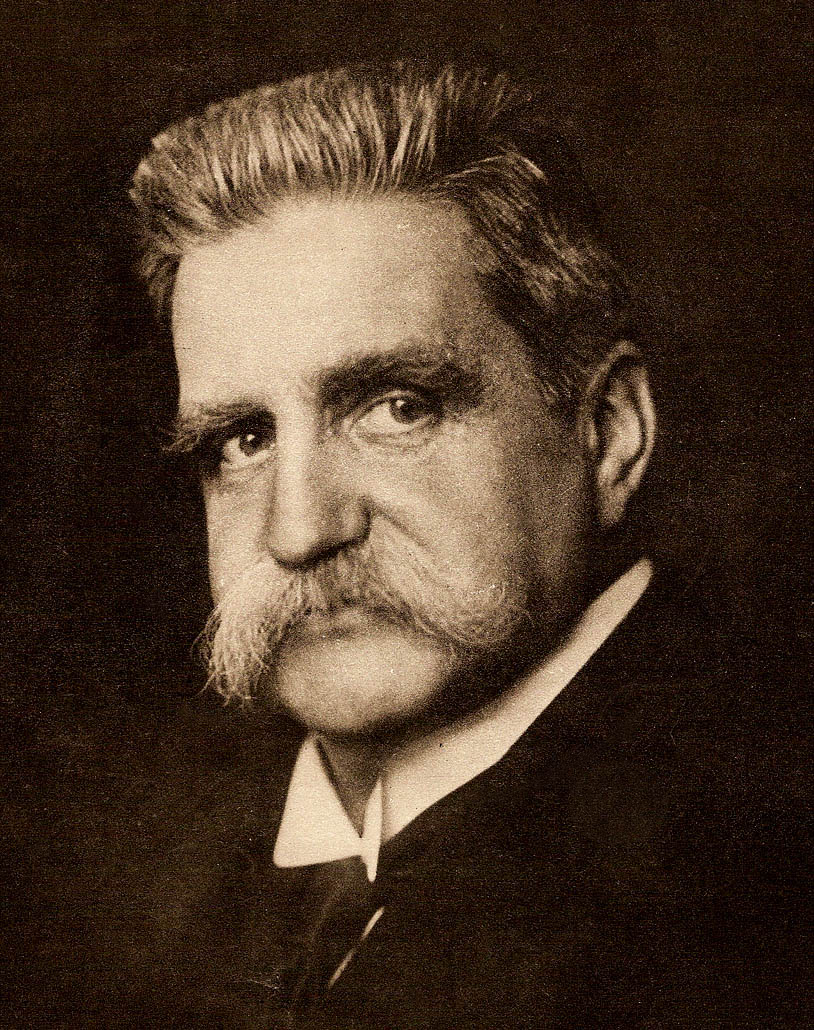
Hjalmar Branting, primul prim-ministru ales din partea Partidului Social-Democrat Suedez, în 1920

În primul capitol al statutelor partidului se afirmă că „intenția Partidului Social-Democrat Muncitoresc Suedez este lupta pentru socialismul democratic”, adică o societate cu o economie democratică, bazată pe principiul socialist: „De la fiecare după capacități, fiecăruia după nevoi”.
Deoarece partidul s-a aflat la guvernare în majoritatea legislaturilor din perioada 1889–2003, ideologia și politicile SAP au exercitat o influență profundă asupra politicii suedeze. Ideologia social-democrată suedeză are, parțial, rădăcini în puternicile mișcări bine organizate de emancipare a clasei muncitoare din anii 1880 și 1890, în mișcarea pentru temperanță și în mișcările religioase și civice cunoscute ca folkrörelser (mișcări populare). Prin aceste mișcări, organizațiile de țărani și muncitori au pătruns devreme în structurile statului și și-au pavat drumul în politica electorală. Astfel, ideologia social-democrată suedeză este modelată de o tradiție socialistă care pune accent pe dezvoltarea umană individuală și generalizată.
Partidul Social-Democrat este un susținător ferm al egalitarismului și se opune ferm discriminării și rasismului. Acesta sprijină furnizarea de servicii sociale finanțate prin impozitare progresivă. De asemenea, partidul promovează o economie social-corporatistă, care implică instituționalizarea unui sistem de parteneriat social între interesele economice ale capitalului și forței de muncă, sub supervizarea guvernului în vederea soluționării disputelor dintre cele două părți. În ceea ce privește aspectele constituționale, Partidul Social-Democrat susține abolirea monarhiei.